# Margit Anna
Margit Anna, geborene Margit Sichermann, (* 23. Dezember 1913 in Borota; † 3. Juni 1991 in Budapest) war eine ungarische Malerin des 20. Jahrhunderts.
Sie besuchte von 1932 bis 1936 die Ungarische Akademie der Bildenden Künste; ihr Lehrer war János Vaszary. 1937 reiste sie mit ihrem Mann Imre Ámos, ebenfalls ein Maler, nach Paris. Dort traf sie Marc Chagall. Sein Einfluss ist in ihrem Frühwerk zu erkennen. Dieses ähnelte der Arbeit von Imre Ámos mit lyrischen grotesken Elementen die ihre Gemälde charakterisieren.
Nach dem Tod ihres Mannes in einem Konzentrationslager des nationalsozialistischen Regimes 1944 wurde ihr Stil harscher und elementarer. 1945–1948 erschien ein neues Motiv in ihren Gemälden von Puppen, die den der Geschichte ausgelieferten Menschen symbolisieren.
Nach 1949 konnte sie lange Zeit nicht am Kunstleben teilnehmen. Mitte der 1960er Jahre malte sie wieder. Ihre Gemälde symbolisierten unterdrückte Tragödie mit surrealen und expressiven Metamorphosen des Puppenmotivs.
Ihr Gemälde Der Schöpfer ruht fand Berücksichtigung bei den 1000 Meisterwerken.